# Clément Mouamba
Clément Mouamba (Sibiti, 13 de noviembre de 1943-París, 29 de octubre de 2021) fue un político congolés. Desde 2016 hasta 2021 ocupó el cargo de primer ministro de la República del Congo. Anteriormente, de 1992 a 1993, se desempeñó como ministro de Finanzas.

## Educación
Clément Mouamba estudió en el Lycée Technique du 1.er Mai en Brazzaville, donde obtuvo su bachillerato, antes de irse a estudiar a Montpellier, luego a La Sorbona, donde obtuvo un doctorado en economía. 

## Carrera profesional
En 1973, se unió al BEAC en Yaundé. Seis años después, se convirtió en el asistente del director. Denis Sassou Nguesso, que acaba de llegar al poder. Después será nombrado su asesor económico y financiero, antes de impulsarlo al frente del Banco Internacional del Congo (BIDC), y luego del Banco Comercial del Congo (BCC), en 1985. 

## Carrera política
En 1992, cuando Sassou Nguesso dejó la presidencia, Clément Mouamba abandonó Partido Congoleño del Trabajo (PCT), fue elegido diputado por Sibiti y se unió al primer gobierno formado por el nuevo Jefe de Estado, Pascal Lissouba, como Ministro de Economía y Finanzas. Debido a sus desacuerdos con la "Banda de los Cuatro" que rodeaba al presidente, no fue reelegido en 1995.
En 2015, Clément Mouamba rompió con su partido antes del referéndum constitucional de ese año para participar en el diálogo patrocinado por el gobierno, que la oposición había boicoteado, debido a la cuestión del cambio constitucional. El referéndum permitió al presidente Denis Sassou Nguesso postularse para otro período en las elecciones presidenciales de marzo de 2016. Tras la asunción del presidente Sassou Nguesso por un nuevo mandato el 16 de abril de 2016, nombró como Primer Ministro a Clément Mouamba el 23 de abril. Este último constituye su primer gobierno el 30 de abril de 2016.
Después de las elecciones parlamentarias de 2017, donde el partido presidencial (PCT) fue el primero, Clément Mouamba presenta la renuncia de su gobierno al presidente, como es costumbre. Fue reelegido el 21 de agosto y nombró a su segundo gobierno el 22 de agosto.
En mayo de 2021, Clément Mouamba y su gobierno presentaron su renuncia protocolar, tras la reelección de Denis Sassou-Nguesso como presidente en las elecciones presidenciales de la República del Congo de 2021.

## Vida personal
Clément Mouamba murió el 29 de octubre de 2021 en Paris a causa de COVID-19.